# Stephanoberyciformes
Stephanoberyciformes, red zrakoperki koji obuhvaća dubokomorske ribe iz četiriju porodica: Gibberichthyidae (s dvije vrste), Hispidoberycidae (jedna vrsta), Melamphaidae (61 vrsta) i Stephanoberycidae (4 vrste).
Sestrinski su joj red trbopilke ili Beryciformes